# Veit Heiduschka
Veit Heiduschka est un producteur de cinéma et de télévision autrichien né le 20 mai 1938 à Döbeln (Allemagne, à l'époque dans l'État libre de Saxe).

## Biographie
Veit Heiduschka grandit en RDA. En 1956, il passe en Allemagne de l'Ouest, puis en 1959 part à Vienne (Autriche), avec l'intention de devenir écrivain.
Il fait des études de philologie allemande et de théâtre à l'université de Vienne et obtient son doctorat en 1969.
Dans les années 1970, il est directeur de production ou directeur général dans diverses sociétés de production. En 1980, il fonde Wega Film.

## Filmographie

### Cinéma
- 1983 : Zeitgenossen d'Ernst Josef Lauscher
- 1983 : PARADISE Ges.m.b.H. de Nikolaus Leytner
- 1986 : Un homme à succès (de) de Niki List et Hans Selikovsky
- 1988 : Sternberg - Shooting Star de Niki List
- 1989 : Le Septième Continent de Michael Haneke
- 1990 : Ach, Boris de Niki List
- 1990 : Weiningers Nacht de Paulus Manker
- 1992 : Ilona und Kurti de Reinhard Schwabenitzky
- 1992 : Benny's Video de Michael Haneke
- 1992 : Kinder der Landstrasse d'Urs Egger
- 1993 : Der Fall Lucona de Jack Gold
- 1994 : Etwas am Herzen de Michael Cencig
- 1994 : 71 Fragments d'une chronologie du hasard de Michael Haneke
- 1994 : Halál sekély vízben d'Imre Gyöngyössy et Barna Kabay
- 1994 : Tafelspitz de Xaver Schwarzenberger
- 1994 : Chacun pour toi de Jean-Michel Ribes
- 1995 : Es war doch Liebe? de Wolfgang Glück
- 1995 : Exit II - Verklärte Nacht de Franz Novotny
- 1995 : L'Homme noir de Pierre Coulibeuf
- 1995 : Mutters Courage (de) de Michael Verhoeven
- 1995 : Der Kopf des Mohren de Paulus Manker
- 1996 : Charms Zwischenfälle de Michael Kreihsl
- 1997 : Dreamland de Susi Graf
- 1997 : Funny Games de Michael Haneke
- 1998 : Die 3 Posträuber d'Andreas Prochaska
- 1999 : Balkan Baroque de Pierre Coulibeuf
- 2000 : Heimkehr der Jäger de Michael Kreihsl
- 2001 : La Pianiste de Michael Haneke
- 2002 : La Dernière Fête de Jedermann de Fritz Lehner
- 2003 : Le Temps du loup de Michael Haneke
- 2004 : Bienvenue en Afrique d'Andreas Gruber
- 2004 : Mélyen örzött titkok de Zsuzsa Böszörményi
- 2004 : Roi des voleurs (de) d'Ivan Fíla
- 2005 : Caché de Michael Haneke
- 2006 : Deepfrozen d'Andy Bausch
- 2006 : Le Voyage d'hiver (de) de Hans Steinbichler
- 2008 : Pour un instant, la liberté d'Arash T. Riahi
- 2009 : Le Ruban blanc de Michael Haneke
- 2010 : Habermann de Juraj Herz
- 2010 : Henri 4 de Jo Baier
- 2011 : Der Winzerkrieg (de) de Peter Sämann
- 2012 : Amour de Michael Haneke
- 2012 : Une seconde femme (de) d'Umut Dag
- 2014 : Die geliebten Schwestern de Dominik Graf
- 2014 : Risse im Beton d'Umut Dag
- 2024 : Andrea lässt sich scheiden de Josef Hader

### Télévision
- 1985 : Morgengrauen (téléfilm)
- 1990 : Wahre Liebe (téléfilm)
- 1995 : Jours clandestins (téléfilm)
- 1996 : Spitzenleistung (téléfilm)
- 1997 : Le château (téléfilm)
- 2001 : Nichts wie weg (téléfilm)
- 2005 : Mein Mörder (téléfilm)
- 2005 : Die Geierwally (de) (téléfilm)
- 2005 : Hengstparade (téléfilm)
- 2005 : Die Landärztin (Série)
- 2006 : Fünf-Sterne-Kerle inklusive (téléfilm)
- 2006 : König Otto (téléfilm)
- 2006 : Im Tal des Schweigens (Série)
- 2007 : Messners Alpen (Série)
- 2009 : Der Klang Hollywoods - Max Steiner & seine Erben (téléfilm)
- 2011 : Der Winzerkrieg (téléfilm)
- 2012 : Hannas Entscheidung (téléfilm)

## Distinctions
- BAFTA 2002 : Nomination pour le BAFA du meilleur film en langue étrangère pour La Pianiste, conjointement avec Michael Haneke
- BAFTA 2010 : Nomination pour le BAFA du meilleur film en langue étrangère pour Le Ruban blanc, conjointement avec Stefan Arndt, Margaret Menegoz et Michael Haneke
- Oscars 2013 : Nomination pour l'Oscar du meilleur film pour Amour, conjointement avec Stefan Arndt, Margaret Menegoz et Michael Katz